# Andrea Lucchesi
Andrea Luca Lucchesi (auch Luchesi; * 23. Mai 1741 in Motta di Livenza; † 21. März 1801 in Bonn) war ein italienischer Organist und Komponist. Von 1774 bis 1794 war er Kapellmeister in Bonn.

## Leben
Andrea Luchesi wurde am 23. Mai 1741 als elftes Kind von Pietro Luchese und Catterina Gottardi in Motta di Livenza nahe Treviso geboren. Die recht wohlhabende Familie entstammte einer Gruppe von Adelsfamilien, die im 14. Jahrhundert von Lucca nach Venedig gezogen waren (daher der Name Luchese; ab 1753/55 begann Andrea den Namen Luchesi zu verwenden, der von seinen Zeitgenossen auch als Lucchesi, Lughesi, Luckesi, Lucchezzy usw. geschrieben wird).
Seinen ersten Musikunterricht erhielt Luchesi durch seinen Bruder Don Matteo, dem öffentlichen Lehrer und Organisten der Stadt. Das Talent, das der junge Luchesi an den Tag legte, verschaffte ihm die Gunst von N. H. Jseppo Morosini, einem Mitglied des Quarantina (Rat der Vierzig) und begeisterten Amateurkomponisten. Wahrscheinlich war es auch dieser Kontakt, der es ermöglichte Luchesi im Alter von 15 Jahren nach Venedig zu ziehen. So begann er 1757 seine musikalisch-dramatische Ausbildung bei G. Cocchi (Leiter des Ospedale degl’Incurabili) in Venedig. Eine kirchenmusikalische Ausbildung erhielt er von G. Paolucci sowie dem aus Padua stammenden Giacomo Giuseppe Saratelli. Weitere berühmte Musiker im Venedig dieser Zeit waren Ferdinando Bertoni und Baldassare Galuppi. Darüber hinaus hatte Luchesi didaktische und künstlerische Beziehungen zu zwei wichtigen Musiktheoretikern, Padre Francesco Antonio Vallotti und Graf Giordano Riccati. Durch die Unterstützung des letzteren wurde Luchesi ab 1765 als Opernkomponist in Venedig bekannt. Er sowohl geistliche als auch weltliche Auftragswerke und trat auch in benachbarten Städten als Cembalo- und Orgelvirtuose auf.
Er schuf Instrumentalmusik, Kirchenmusik und Bühnenwerke. Im Frühling 1765 wurde seine Opera buffa L’isola della fortuna (Die Glücksinsel) am Wiener Hoftheater aufgeführt.
Während ihrer Reise nach Italien lernten Leopold und Wolfgang Amadeus Mozart
Andrea Luchesi kennen und erhielten eines seiner Cembalokonzerte (Wolfgang spielte das Konzert noch 1777, während Leopold und Nannerl das Konzert oft zu Lehr- und Übungszwecken verwendeten).
1771 reiste Luchesi auf Einladung des Kölner Kurfürsten Maximilian Friederich nach Bonn und arbeitete im kurfürstlichen Hoforchester. Nach dem Tod des vorherigen Kapellmeisters Ludwig van Beethoven des Älteren, dem Großvater des Komponisten Ludwig van Beethoven, wurde Luchesi 1774 zum Hofkapellmeister ernannt.
Luchesi erlangte in seiner neuen Heimat die Staatsbürgerschaft und im Jahr 1775 heiratete er (Josepha) Anthonetta d’Anthoin. Mit Ausnahme eines Besuches in Venedig 1783/84 lebte er bis zu seinem Tod (1801) in Bonn. Seine Rolle als Kapellmeister endete schon 1794, weil das Bonner Hoforchester infolge der französischen Besetzung des Rheinlandes aufgelöst wurde.
Die ab 1994 u. a. in seinem Buch Andrea Luchesi. L’ora della verita verbreiteten Thesen des Mathematikprofessors Giorgio Taboga, der Luchesi eine überragende Bedeutung für die Entwicklung der Wiener Klassik zuschrieb, fanden in der Fachwelt nur sehr wenig Beachtung. Die einzige Rezension (Maria Girardi in Nuova rivista musicale italiana, 1997) bewertete sie als substanzlose Fantasien. Auch für die 1999 bei einem Kongress in Berlin vorgestellte Theorie des Journalisten Luigi della Croce, dass Luchesi den jungen Beethoven unterrichtet haben soll, gibt es keine stichhaltigen Belege.

## Werke
- Il natal di Giove. Componimento drammatico, Bonn 1772 (Digitalisat des Librettos)
- La passione di Gesù Christo. Oratorium, 1776–77